# ジョー・ノーラン
ジョー・ノーラン（Joseph William Nolan Jr、1951年5月12日 - ）は、アメリカ合衆国ミズーリ州セントルイス生まれのメジャーリーグベースボールでプレーした元野球選手。捕手。1972年、1975年、1977年から1985年までプレーした。
ミズーリ大学コロンビア校ではフットボールの奨学金を受けていたが、野球に転じてニューヨーク・メッツの指名を受けた。彼はMLBでは珍しい眼鏡をかけた捕手だった。

## 所属球団
- ニューヨーク・メッツ(1972年)
- アトランタ・ブレーブス(1975年、1977年 - 1980年)
- シンシナティ・レッズ(1980年 - 1981年)
- ボルチモア・オリオールズ(1982年 – 1985年)

## 生涯記録
- 621試合出場
- 382安打
- 27ホームラン
- 178打点
- 生涯打率.263